# Windera
Windera är en ort i Australien. Den ligger i regionen South Burnett och delstaten Queensland, omkring 200 kilometer nordväst om delstatshuvudstaden Brisbane. Antalet invånare är 132.
Runt Windera är det mycket glesbefolkat, med 7 invånare per kvadratkilometer.. Det finns inga andra samhällen i närheten.
I omgivningarna runt Windera växer huvudsakligen savannskog. Genomsnittlig årsnederbörd är 951 millimeter. Den regnigaste månaden är mars, med i genomsnitt 168 mm nederbörd, och den torraste är augusti, med 27 mm nederbörd.